# Changelog

Changelog van Linux-versie 2.6.25.4

Een changelog (veranderingslogboek) is een logboek van wijzigingen in een project, zoals van een website of een softwareproject. De meeste open-sourceprojecten bevatten een changelog.

## Inhoud van changelogs
Een changelog kan de volgende wijzigingen bevatten:
- Foutoplossingen
- Nieuwe/geüpdatete/verwijderde functies
- Prestatieverbeteringen

Meestal wordt per regel eerst het soort wijziging genoemd en daarna pas verdere uitleg. Bij een foutoplossing zal het er als volgt uitzien:
"Foutoplossing: groot geheugenlek bij het opstarten van applicatie opgelost."
Ook wordt, als het project open-source is, vaak de gebruikersnaam weergegeven in de changelog, zodat de gebruiker ook erkenning krijgt voor het helpen oplossen/detecteren van een fout.